# Radio (canção de Lana Del Rey)
"Radio" é uma canção da cantora e compositora norte-americana Lana Del Rey, contida em seu segundo álbum de estúdio, intitulado Born to Die (2012).

## Música e letra
Composta por Del Rey e Justin Parker , "Radio" é uma música dos gêneros Indie pop e Trip hop um comprimento de três minutos e 34 segundo (3:34).  Lindsay Zoladz do Pitchfork Media observou a música para ser "slick" e sentimental, chamando-o mais "simples declaração de propósito" do álbum, Born to Die , em que Del Rey canta: "Baby love me 'cause I'm playing on the radio/ How do you like me now?" Andrew Hampp da Billboard comentou que era "difícil dizer se ela está cantando sobre um homem ou a fama ela é tão incansavelmente perseguida e demitido nos últimos meses". 

## Posição na paradas
| Posições (2012) | Melhor posição |
| --------------- | -------------- |
| França (SNEP)   | 67             |